# 日生駅
日生駅（ひなせえき）は、岡山県備前市日生町寒河にある、西日本旅客鉄道（JR西日本）赤穂線の駅である。駅番号はJR-N15。
同線の中でも特に瀬戸内海に近い場所に位置しており、元々海であった所を埋立てて建設された。駅前の日生港からは日生諸島行旅客船が発着する。2023年11月末まで小豆島大部港行フェリーが発着していた。

## 歴史
- 1955年（昭和30年）3月1日：国鉄赤穂線播州赤穂駅 - 当駅間延伸時に終着駅として開設[1]。
  - 当時の所在地表示は岡山県和気郡福河村寒河であった[1]。
- 1958年（昭和33年）3月25日：赤穂線当駅 - 伊部駅間延伸、途中駅となる。
- 1974年（昭和49年）10月1日：貨物取扱廃止[1]。
- 1983年（昭和58年）7月29日：業務委託駅化[2]。
- 1984年（昭和59年）2月1日：荷物扱い廃止[1]。
- 1987年（昭和62年）4月1日：国鉄分割民営化に伴い、JR西日本の駅となる[1]。
- 2018年（平成30年）9月15日：ICOCA対応IC専用機導入、ICOCAが利用可能となる[3]。
- 2019年（令和元年）
  - 5月31日：「きっぷうりば」営業終了[4][5]。
  - 6月1日：終日無人駅化[5]。

## 駅構造

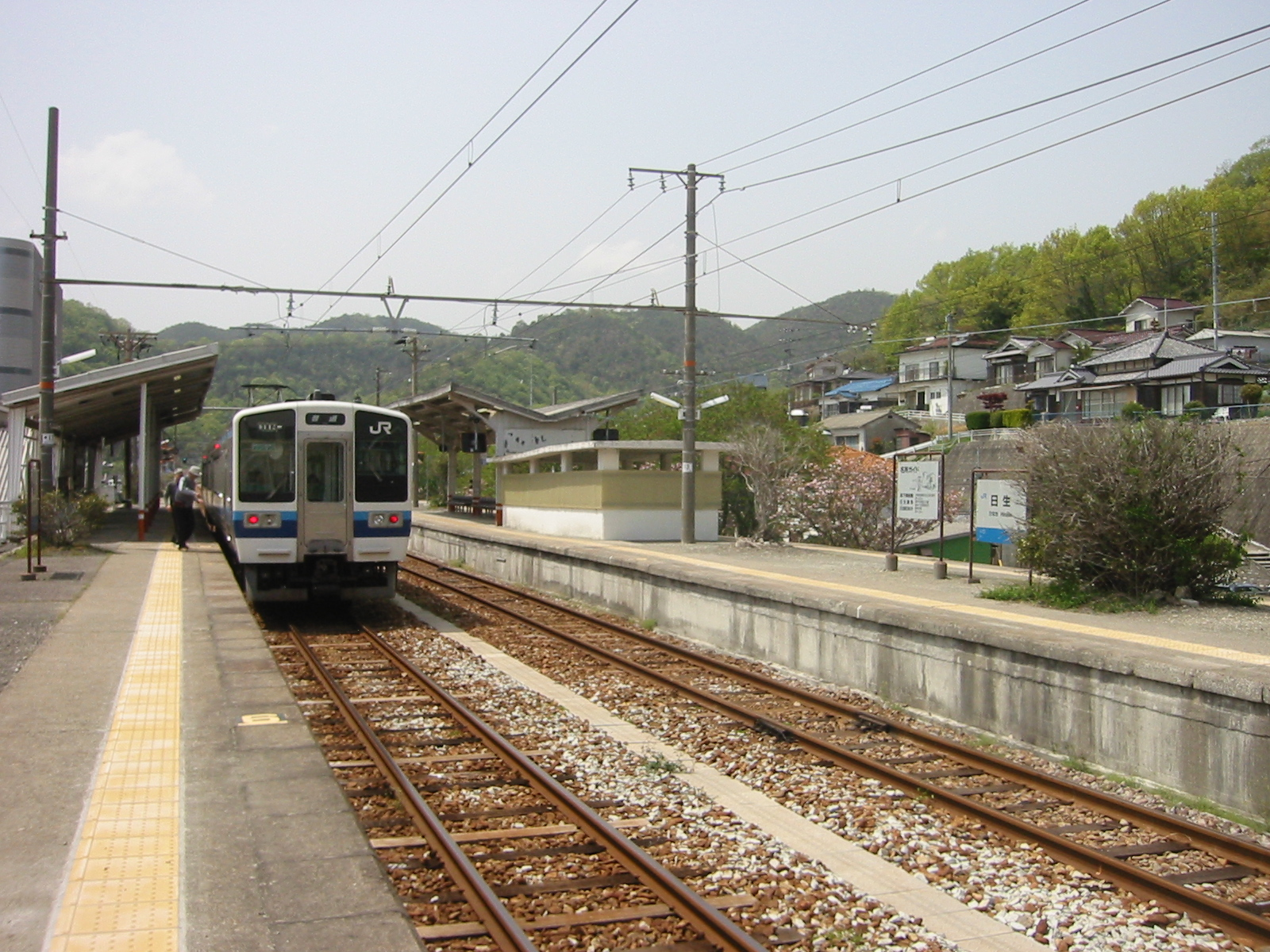
ホーム（2006年）

単式・島式ホーム複合型2面3線を有する列車交換・折返し可能な地上駅。山側のホームが島式である。ホームは嵩上げされていない。ホームは築堤上にあり、駅舎とは階段で連絡している。
東岡山駅管理の無人駅。以前は業務委託駅（JR西日本岡山メンテック受託）であった。
自動券売機（ICOCA購入とチャージ、ICOCA定期券・磁気定期券購入が可能。定期券購入のみクレジットカード対応）とICカード読取装置が設置されており、ICOCA等のICカードが利用可能。
男女別の水洗式便所がある。

### のりば
| のりば | 路線   | 方向 | 行先                 |
| ------ | ------ | ---- | -------------------- |
| 1      | 赤穂線 | 下り | 岡山・福山・新見方面 |
| 2・3   | 赤穂線 | 上り | 播州赤穂方面         |

付記事項
- 下り本線は1番のりば、上り本線は2番のりば。3番のりばは上下共用副本線である。
- 岡山方面から来る上り列車の夜間滞泊設定が1本ある。到着後は2番のりばで留置され、翌朝に播州赤穂駅まで回送されて下り始発列車（播州赤穂発岡山方面行）となる。そのため、同列車の後に運転する播州赤穂行最終列車[6]のみ3番のりばに停車する。
- 1番のりばはホーム有効長が6両分しか無いため、かつて設定されていた大阪・神戸方面から備前片上まで直通していた7 - 8両編成の下り列車は3番のりばを使用していたが、当該列車廃止後、2024年（令和6年）時点では設定が無い。
- 毎年8月中旬にはひなせみなとまつり花火大会が開催され、当日は見物客による混雑が見込まれるため、3番のりばより当駅始発岡山方面行臨時列車が運行される。
- 岡山から当駅間で運転される臨時列車「ラ・マル備前長船」は、3番のりば発着となる。なお上りが当駅到着後、下りの発車時刻までは当駅留置とはならずに一旦備前片上まで回送されて同駅で留置される。

## 利用状況
1日の平均乗車人員は下表の通りである。
| 乗車人員推移 | 乗車人員推移 | 乗車人員推移 | 乗車人員推移 | 乗車人員推移 | 乗車人員推移 | 乗車人員推移 | 乗車人員推移 | 乗車人員推移 | 乗車人員推移 |
| 年度         | 1日平均人数  | 年度         | 1日平均人数  | 年度         | 1日平均人数  | 年度         | 1日平均人数  | 年度         | 1日平均人数  |
| ------------ | ------------ | ------------ | ------------ | ------------ | ------------ | ------------ | ------------ | ------------ | ------------ |
| 1989         | 634          | 1997         | 495          | 2005         | 426          | 2013         | 354          | 2021         | 233          |
| 1990         | 627          | 1998         | 451          | 2006         | 412          | 2014         | 341          | 2022         | 245          |
| 1991         | 610          | 1999         | 451          | 2007         | 403          | 2015         | 334          | 2023         | 240          |
| 1992         | 584          | 2000         | 450          | 2008         | 391          | 2016         | 328          |              |              |
| 1993         | 559          | 2001         | 451          | 2009         | 378          | 2017         | 340          |              |              |
| 1994         | 540          | 2002         | 448          | 2010         | 381          | 2018         | 340          |              |              |
| 1995         | 538          | 2003         | 449          | 2011         | 367          | 2019         | 315          |              |              |
| 1996         | 531          | 2004         | 421          | 2012         | 357          | 2020         | 233          |              |              |

## 駅周辺

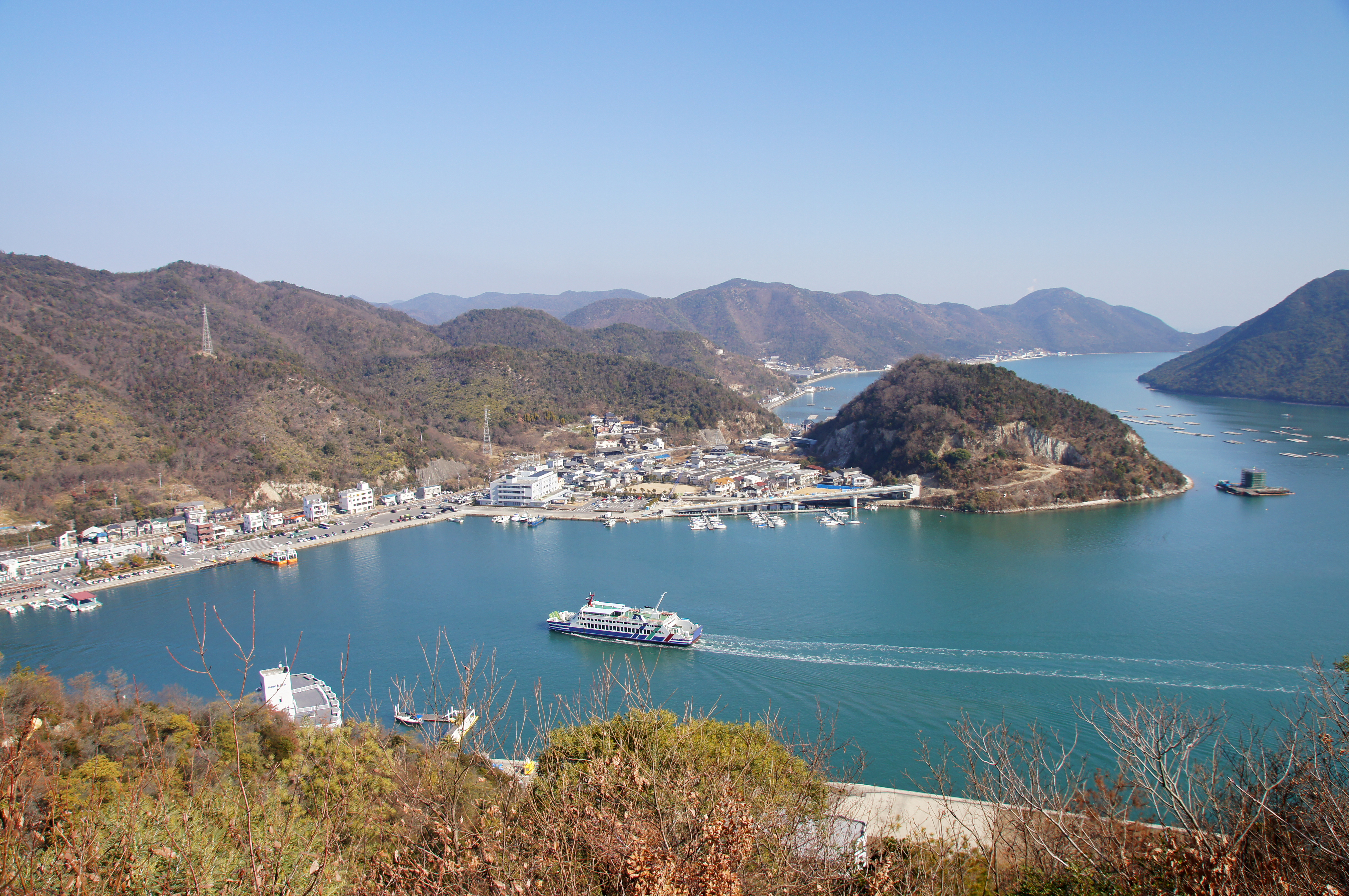
日生駅前港に入る小豆島行きフェリー

目の前が港であるが、駅周辺は山が迫って来ており、平坦な所は少ない。日生港を挟んだ楯越山中腹には「ひなせ」の文字のイルミネーションがあり、ホームから望むことが可能。旧日生町中心部は駅南西部に位置し、B級グルメとして知られるカキオコを提供する飲食店はその辺りに集中する。
- 日生駅前港（日生諸島行きの一部便）（小豆島大部港行きは休止中）[8]
- ひなせ観光情報センター
- 備前市立日生市民会館
- みなとの見える丘公園
- 日生港（日生諸島行き）
- 加子浦歴史文化館
- 海の駅しおじ
- 五味の市（日生漁協）
- BIZEN中南米美術館
- 備前市役所日生総合支所
- 備前市国民健康保険 市立日生病院
- 備前市立日生中学校
- 備前警察署日生交番
- 国道250号
- 備前♡日生大橋

## バス路線
駅前の国道250号沿いに備前市営バス日生駅前停留所がある。
備前市営バス
- ■日生線
  - 寒河・福浦峠方面
  - 日生総合支所前・片上方面
    - 表町バスセンター・岡山駅へは片上で宇野バスに乗換。
- ■頭島線
  - 鹿久居・入鹿方面
  - 五味の市・コンフォールひなせ方面

## 隣の駅
西日本旅客鉄道（JR西日本）
 赤穂線
寒河駅 (JR-N16) - 日生駅 (JR-N15) - 伊里駅 (JR-N14)